# قانون الولايات المتحدة
يتألف قانون الولايات المتحدة من عدة مستويات من أشكال القانون المقننة وغير المقننة، وأهمها دستور البلاد، الذي ينص على أساس الحكومة الفيدرالية للولايات المتحدة، فضلاً عن الحريات المدنية المختلفة. يحدد الدستور حدود القانون الفيدرالي، والذي يتكون من قوانين الكونغرس، والمعاهدات التي صدق عليها مجلس الشيوخ، واللوائح الصادرة عن السلطة التنفيذية، والسوابق القضائية الناشئة عن القضاء الفيدرالي. قانون الولايات المتحدة هو التجميع والتدوين الرسمي للقانون التشريعي الفيدرالي العام والدائم.
القانون الفيدرالي والمعاهدات، طالما توافقا مع الدستور، يستبقان قوانين ولايات وأقاليم مضادة في الولايات الأميركية الخمسين والأقاليم التابعة للولايات المتحدة. ولكن مدى الاستباق محدود لأنه غير شمولي. في النظام ثنائي السيادة للفيدرالية الأميركية (الذي هو في الحقيقة ثلاثي السيادة بسبب وجود محميات السكان الأصليين في الولايات الأمريكية المتحدة)، فالولايات كل منها تعتبر سلطة مطلقة السيادة و لديها دستورها الخاص، بينما السلطة الفيدرالية ليس لديها إلا السيادة العليا المحددة الموصُوفة في الدستور الأمريكي. إذًا، أغلبية القانون الأميركي (خصيصا القانون الحي، حيث العقد والضرر المدني والمُلكية والجنائية والأسرة، الذي يعيشه معظم المواطنين يومياً) يتكون في الأغلب من قانون الولاية الذي يمكن أن يختلف من ولاية إلى أخرى ويختلف بالفعل.
على المستويين الفيدرالي والولاياتي، باستثناء ولاية لويزيانا، أغلبية القانون في الولايات المتحدة مستمد من نظام القانون العام من القانون الإنجليزي، الذي كان ينطبق في المستعمرات الثلاث عشرة زمن حرب الاستقلال الأمريكية. إلا أن القانون الأميركي إنحرف عن سلفه الإنجليزي على مستوى المحتوى والتنفيذ، ويدرج عدداً من الابتكارات من مجال القانون المدني.

### القانون الفيدرالي

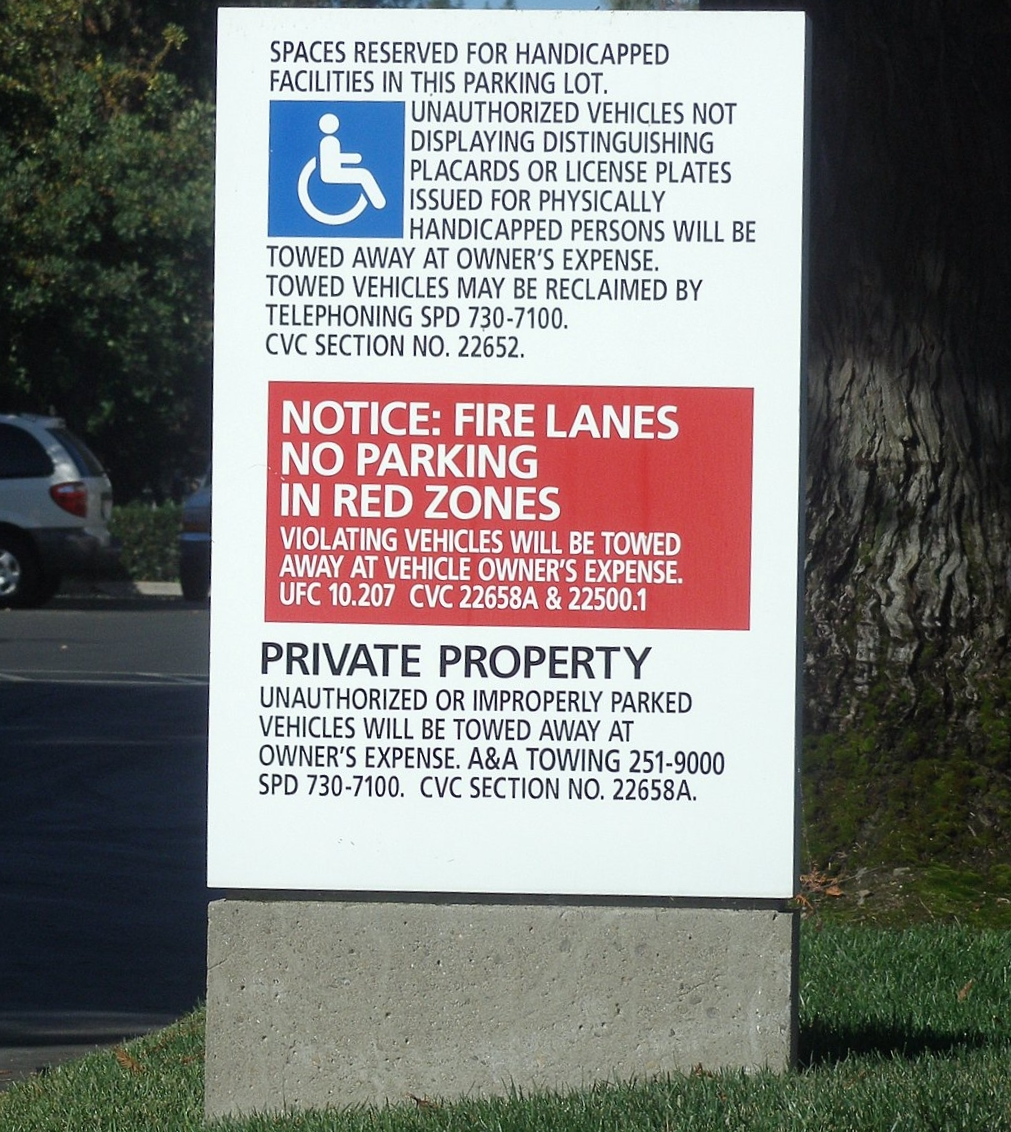
القانون يؤثر على كل ناحية من الحياة الأميركية، بما في ذلك موقف سيارات. تذكر العلامة نصوصا قانونية.

## نظرة عامة